# Phyllodromica retowskii
Phyllodromica retowskii es una especie de cucaracha del género Phyllodromica, familia Ectobiidae. Fue descrita científicamente por Krauss en 1888.
Habita en Crimea.